# Reid Venable Moran
Reid Venable Moran (1916 - 2010) fue un botánico y curador estadounidense. Fue curador en el Museo Natural de San Diego. Efectuó expediciones botánicas de recolecciones de especímenes a Guam y a México.

## Algunas publicaciones
- 1991. Pachyphytum compactum Rose (Crassulaceae). Cact. Succ. J. (U.S.A.), 63. (1): 30-34, illus., col. illus. Icones, Chromosome numbers, Anatomy and morphology.
- Uhl, c.h.; r.v. Moran. 1973. The chromosomes of Pachyphytum (Crassulaceae). En Amer. J. Bot., 60: 648-656, 1973, figs. 1-31
- 1968. A natural hybrid between Pachyphytum compactum and P. viride. En Cact. Succ. J., 40: 193-195, figs. 1-3

- La abreviatura «Moran» se emplea para indicar a Reid Venable Moran como autoridad en la descripción y clasificación científica de los vegetales.[3]